# Veghel
Veghel – miasto w Holandii, w Brabancji Północnej, w gminie Meierijstad. Według danych Narodowego Instytutu Statystycznego, 22 lutego 2013 roku miasto liczyło 37 438 mieszkańców.

## Miejscowości w gminie Veghel
- Boerdonk
- Eerde
- Erp
- Keldonk
- Mariaheide
- Zijtaart

## Miasta partnerskie
- Goch